# Eubotrys
Eubotrys (лат.) — олиготипный род двудольных цветковых растений, включённый в семейство Вересковые (Ericaceae). Часто включается в состав рода Леукотоэ (Leucothoë), однако по данным молекулярно-филогенетических исследований образует отдельную систематическую группу, более родственную роду Хамедафне.

## Название
Принятое название рода образовано от др.-греч. εὖ — «хорошо» и βότρυς — «виноградная кисть», что относится к компактно собранным в соцветии цветкам и плодам. Оно было опубликовано Томасом Наттоллом в 1842 году взамен нелегитимному Cassandra Spach, 1840, non D.Don, 1834. В 1840 году под этим же названием был опубликован излишний синоним рода Мускари Eubotrys Raf., 1840, nom. superfl., в 2006 году отвергнутый в пользу названия Наттолла.

## Ботаническое описание
Прямостоячие листопадные кустарники с распластанными ветвями. Листья без сизоватого налёта, пластинка в очертании от продолговатой до обратноланцетовидной, с обеих сторон гладкая, с нижней — по основным жилкам иногда слабо волосистая, край шиповато-зазубренный.
Цветки собраны по 8—25 в пазушные кисти. Чашечка не полностью разделена на пять широколанцетовидных чашелистиков. Лепестки почти полностью сросшиеся в цилиндрическую трубку венчика, с небольшим отгибом, окраска белая или бледно-розовая. Тычинки в количестве восьми, не выступающие из венчика. Пестик пятиребристый, с головчатым пятираздельным рыльцем.
Плод — сухая приплюснуто-шаровидная коробочка с пятью — десятью блестящими обратноланцетовидными или асимметричными семенами.
Гаплоидный набор хромосом — x = 11.

## Ареал
Оба вида рода известны из восточной Северной Америки. На юго-запад ареал типового вида заходит в Алабаму, Луизиану и Техас, северная граница ареала — Нью-Йорк.

## Таксономия
|  |                                   |  |                                             |                                             |                                          |  | ещё 7 подсемейств, в том числе Эриковые и Вертляницевые | ещё 7 подсемейств, в том числе Эриковые и Вертляницевые |                                      |  |                                     |  | ещё 5—6 родов, в том числе Гаультерия и Леукотоэ | ещё 5—6 родов, в том числе Гаультерия и Леукотоэ |  |
|  |                                   |  |                                             |                                             |                                          |  | ещё 7 подсемейств, в том числе Эриковые и Вертляницевые | ещё 7 подсемейств, в том числе Эриковые и Вертляницевые |                                      |  |                                     |  | ещё 5—6 родов, в том числе Гаультерия и Леукотоэ | ещё 5—6 родов, в том числе Гаультерия и Леукотоэ |  |
|  |                                   |  |                                             | семейство Вересковые (Ericaceae)            |                                          |  |                                                         |                                                         | триба Гаультериевые (Gaultherieae)   |  |                                     |  |                                                  |                                                  |  |
|  |                                   |  |                                             | семейство Вересковые (Ericaceae)            |                                          |  |                                                         |                                                         | триба Гаультериевые (Gaultherieae)   |  | 2 вида, типовой — Eubotrys racemosa |  |                                                  |                                                  |  |
|  | порядок Верескоцветные (Ericales) |  |                                             |                                             | подсемейство Вакциниевые (Vaccinioideae) |  |                                                         |                                                         | род Eubotrys                         |  |                                     |  |                                                  |                                                  |  |
|  | порядок Верескоцветные (Ericales) |  |                                             |                                             |                                          |  |                                                         |                                                         |                                      |  |                                     |  |                                                  |                                                  |  |
|  |                                   |  | ещё 21 семейство (согласно Системе APG III) | ещё 21 семейство (согласно Системе APG III) |                                          |  |                                                         | ещё 4 трибы, в том числе Вакциниевые                    | ещё 4 трибы, в том числе Вакциниевые |  |                                     |  |                                                  |                                                  |  |
|  |                                   |  |                                             | ещё 21 семейство (согласно Системе APG III) |                                          |  |                                                         |                                                         | ещё 4 трибы, в том числе Вакциниевые |  |                                     |  |                                                  |                                                  |  |

### Синонимы
- Cassandra Spach, 1840, nom. illeg.

### Виды
- Eubotrys racemosa (L.) Nutt., 1842
- Eubotrys recurva (Buckley) Britton, 1913